# August Straub (Schriftsteller)
August Matthäus Straub (* 22. Januar 1900 in Meschede; † 11. Januar 1986 in Kassel-Harleshausen) war ein deutscher Journalist und Schriftsteller.

## Leben
Straub absolvierte das Gymnasium in Kassel und studierte anschließend in Heidelberg, Karlsruhe und Gießen. Er war Soldat im Ersten Weltkrieg. Danach war er als Redakteur in verschiedenen Orten tätig, u. a. in Karlsruhe. 1933 wurde er mit einem Berufsverbot belegt. Von 1928 bis 1945 war er Chefredakteur des Wochenblattes Das Literaturblatt. Außerdem war er ab 1953 Lehrbeauftragter für Deutsche Literatur in Gießen. Ab 1954 arbeitete er als freier Schriftsteller.

## Auszeichnungen
- Lyrikpreis des Österreichischen Autorenverbandes
- 1964: Erzählerpreis für Meistererzählung über den Künstler des Westf. Abendmahls in der Soester Wiesenkirche
- 1976: Goethe-Plakette des Landes Hessen

## Werke
- Westerwälder Spukgeschichten. C. Wilken, Rengsdorf 1925.
- Die sieben Lieder von Frühling, Liebe und Tod. 1926.
- Sah des Mondes Silbersichel. Gedichte. Romantik, Berlin 1926.
- Das zeitgenössische Schrifttum im Nassauer Land. Klaesberger, Westerburg 1929.
- Herbstgestimmt. Gedichte. 1929.
- Aus dem rumänischen Kriegstagebuch. 6. Auflage. Diesterweg, Frankfurt 1940.

als Herausgeber
- Der Marienfrühling. Lauter Morgenlieder. 2. Auflage. A. Klein, Leipzig 1929.
- Max Dauthendey: Fernöstliche Geschichten. 1929.
- Das Büchlein Liebemich. 3. Auflage. Verlag der Regenbogen, Wetzlar 1931.
- auch als Redakteur: Das Literaturblatt. Kritisches Wochenblatt 1931-1945.
- Emmy Kraetke-Rumpf: Legenden um die heilige Elisabeth. 1931.
- Erika Bundschuh: Weiße Vögel über blauem Meer. Skizzen. 1931.
- Hans Carossa: Aus dem rumänischen Tagebuch. 1931.
- Heinrich Leis: Der Gerichtstag. Novellen. 1931.
- Selma Lagerlöf: Jugendjahre auf Marbacka. 1931.
- Skizzen und Legenden. 1931, 1933.
- Das junge Lied. Lieder. 1932.
- Friedrich Schnack: Im Wunderreich der Falter. 1932.
- Hans Gäfgen: Orgel der Wiesen. Gedichte und Skizzen. 1932.
- Muttergotteslegenden. 1932.
- Das schöne alte Königstein im Taunus. 1933.
- Marienlegenden deutscher Landschaften. 2 Bände. Wien 1933/34.
- mit W. Kevels: Der Abendsegen. Abendgebete und Abendlieder. Wollermann, Braunschweig 1934.
- Der Regenbogen. Reihe, 5 Folgen. Verlag der Regenbogen, Wetzlar 1935.
- Wilhelm Wilhelmi: Aus meinen Erdentagen. 1936.
- Kamerad Humor. Heiteres Land an Rhein und Main. 1939–1945.
- Alfred Brehm: Das Leben des Kuckucks. 1941, 1944.
- Goethe-Anekdoten. Münchner Buchverlag, München 1941, DNB 985479817 und 1950, DNB 454924577.
- Papa Wrangel. Anekdoten. 1941, 1944.
- Schattenrisse aus der Goethezeit. Münchner Buchverlag, München 1941, 1950, DNB 454924593.
- Vom wilden Jäger. Deutsche Volkssagen. 1941, 1944.
- Von goldenen Schlüsseln und blühenden Bechern. Deutsche Blumensagen. Münchener Buchverl., München 1941, 1950, DNB 364675365.
- Rhein und Main in schönen Bildern. 1944.
- Der Wind hat mir ein Lied erzählt. Deutsche Liedgeschichten. 1945, 1951.
- Kleines Lexikon für Goethefreunde. Siegel, Frankfurt am Main 1946, DNB 454924585.
- Johann Wolfgang von Goethe. Stammbuchblätter. Siegel, Frankfurt am Main 1947.
- Der heitere Goethe. Goethes Humor. Münchner Buchverlag, München [1950].
- Der Wind hat mir ein Lied erzählt. Geschichten vom deutschen Lied. Münchner Buchverlag, München [1950], DNB 454924615.
- Schönes Hessenland. Kalender. 1956–1966.
- Reise-Almanach. Essay. 1957.
- Und sind ewiger Klang. Erzählungen um Volkslieder. Baumann, Bayreuth [1957], DNB 454924607.
- Islandfischer. Erzählung. 1959, 1963.
- Märchenstätten der Brüder Grimm. 1963.
- Krone des Lebens. Essay. 1965.
- Kunstschätze in Hessen. Essay. 1966.
- Nordhessen. Reisebilder. Band 1 1969; Band 2. 1970.
- Dank an Hannes Tuch. Essay. 1971.
- Burgen und Schlösser im Hessenland. Bernecker, Melsungen 1975, DNB 760069093.
- Hör ich das Mühlrad gehen. Erzählungen um dt. Volkslieder. Thiele und Schwarz, Kassel 1984, DNB 850051932